# Kosmos 47
Kosmos 47 – misja testująca radziecki załogowy statek kosmiczny Woschod w ramach przygotowań do lotu Woschod 1. Sprawdzian powiódł się, wszystkie podukłady statku działały prawidłowo, a kapsuła powrotna z dwoma manekinami wylądowała 7 października 1964 o godzinie 07:28 GMT.
Start statku był oglądany przez około 50 osób, w tym szefa korpusu astronautów, generała Nikołaja Kamanina, 15 kandydatów na kosmonautów, 7 przyszłych załogantów Woschodów, i Siergieja Korolowa (Korolow opuścił stanowisko startowe i zszedł do bunkra na 5 minut przed startem). Na start zezwolono pomimo złej pogody nad planowanym miejscem lądowania kapsuły powrotnej statku, z uwagi na chęć sprawdzenia jej działania w złych warunkach.